# Kungsängen
Kungsängen est une localité de Suède dans la commune d'Upplands-Bro, dont elle est le chef-lieu, située dans le comté de Stockholm.
Sa population était de 12 057 habitants en 2019.